# Hang on the Box
Hang on the Box — первая женская панк-рок-группа в Китае, основанная в 1998 году в Пекине.

## История
Группа Hang on the Box была основана в 1998 году школьницами из Пекина, КНР, и стала первым женской панк-рок коллективом в стране. Название отсылает к песне китайского певца Цуй Цзяня «Коробка». Тематика песен Hang on the Box — феминистическая. Как говорит Ван Юэ, основательница группы, коллектив выступает за защиту прав женщин, их равенство перед мужчинами. Также Ван Юэ полагает, что другие представители панк-сцены относятся к женщинам-рокерам снисходительно, и им приходится «прикладывать усилия, чтобы доказать, что они хороши».
Также Hang on the Box, как утверждает писатель Йерун де Клут, выпустила первый в стране рок-альбом полностью на английском языке. Ван Юэ выступала против привнесения в рок-музыку китайских национальных элементов, как это делали другие группы, поскольку «рок, — утверждает Юэ, — западная музыка».
Первое выступление Hang on the Box состоялось в 1998 году в пекинском клубе Scream Club. Песни, исполненные на концерте, были без слов: вокалистка Ван Юэ «визжала».
Группа выступала на крупном музыкальном фестивале South by Southwest в Техасе в 2002 году. В ноябре 2003 года группа планировала провести гастроли в Великобритании, но музыканты не получили разрешения на выезд из страны. Однако в том же году Hang on the Box сумела провести гастроли в США и Японии.
Группа прекратила существование в 2007 году, после выпуска последнего альбома No More Nice Girls.

## Участники
Основатели группы:
- Гиа Ван (Ван Юэ) — вокал
- Ли Янь — гитара
- Yilina — бас-гитара
- Шэнь Цзин (Shenggy) — ударные